# Marshall Jefferson
Marshall Jefferson, född 19 september 1959 i Chicago, Illinois, är en amerikansk housemusiker och producent. Han är mest känd för låten "Move Your Body" från 1986, som blev den tidiga housens signaturmelodi och har kallats "the house music anthem".